# Zvonice (Skřivany)
Zvonice ve Skřivanech je dřevěná polygonální zvonice původem z 18. století. Je situována v blízkosti zámku Skřivany. V roce 1964 byla zapsána do Ústředního seznamu kulturních památek České republiky.

## Historie
Zvonice byla postavena kolem roku 1720, společně s kostelem svaté Anny. Na mapě stabilního katastru z roku 1841 je zvonice zakreslena v blízkosti jihovýchodního nároží kostela, má ale čtvercový půdorys – jednalo se tedy o stavbu v jiné podobě, než je ta současná. Současná zvonice prý byla postavena až koncem 19. století a jiná, starší snad stávala před průčelím kostela. Z té měl být přenesen jeden kámen, který tvoří ke dnešní zvonici schod. Jiné prameny kladou přesun zvonice do roku 1905, kdy došlo k požáru blízkého cukrovaru (pivovaru). Současná polygonální stavba je bezpečně doložena katastrální mapou v roce 1923.
Od roku 1958 je zvonice kulturní památkou.

## Architektura
Konstrukce zvonice je smíšeného typu, tj. štěnýřovo-vzpěradlová, patří ale do specifické podskupiny zvonic, jejichž základ je vzpěradlový a na sloupcích (tzv. štenýřích) je neseno pouze zvonové patro. V případě zvonice ve Skřivanech jsou štenýře čtyřbokého zvonového patra svrchu nasazeny na nosnou vzpěradlovou konstrukci šestibokého půdorysu. Tato konstrukce je v Čechách zcela ojedinělá.
Přízemí i patro je kryto svislými prkny, střechy jsou šindelové. Stavba je završena jehlancovou střechou s makovicí a křížkem.
Zajímavostí je, že zvonice je od kostela oddělena silnicí.

## Zvony
Ve zvonici byly umístěny dva zvony: Starší pocházel z roku 1695 (letopočet 169? je patrný i na kamenném schodu zvonice) a ve zvonici visel až do 24. března 2000, kdy byl v noci na 25. března odcizen neznámým pachatelem. Mladší zvon pocházel z roku 1719, ten byl zrekvírován již během první světové války. Nový zvon pak byl do zvonice umístěn v roce 2004, kdy byla zároveň celá zvonice nahrazena replikou.